# Občina Cerklje na Gorenjskem
Občina Cerklje na Gorenjskem je ena od občin v Republiki Sloveniji, ustanovljena leta 1994. Nahaja se na prehodu Ljubljanske kotline v gorski svet Kamniško-Savinjskih Alp na severu in v hriboviti svet Tunjiškega gričevja na vzhodu. Obsega 7800 hektarov in je razdeljena na 30 naselij, katerih tretjina leži v hribovitem svetu in dve tretjini na ravninskem delu občine. Občina je del Upravne enote Kranj in pripada Gorenjski statistični regiji.

## Zgodovina občine
S Provizoričnim zakonom o občinah, ki je bil sprejet 17. marca 1849, se je začelo oblikovanje slovenske lokalne samouprave. Leta 1854 je nastala tudi občina Cerklje, ki je spadala v kranjski okraj. Ločeno se je oblikovala tudi občina Velesovo. Na Kranjskem pa so se kmalu začele razprave o premajhnosti občin, zato je prišlo do njihovega združevanja. Med ukinjenimi občinami je bila tudi občina Velesovo (priključena je bila občini Šenčur), medtem ko je občina Cerklje ohranila svoj status.
Nastanek Države SHS in nato Kraljevine SHS ni prinesel večjih sprememb za lokalno samoupravo. Občina Cerklje je ohranila svoj naziv. V letu 1930 je z banovo Odredbo o ustanovitvi zdravstvenih občin v področju Dravske banovine občina Cerklje postala tudi zdravstvena občina, v katero so bile vključene občine: Cerklje, Lahovče, Šenčur, Velesovo, Voglje in Zalog. Leta 1933 je bila izvedena komasacija občin v Dravski banovini. Občina Cerklje je ohranila status občine znotraj Kranjskega sreza, status občine pa je izgubilo Velesovo, ki se je zopet pridružilo občini Šenčur.
Med drugo svetovno vojno je prišlo do okupacije slovenskega ozemlja, ki je bilo razdeljeno med Nemčijo, Italijo in Madžarsko. Svojo »civilno oblast« je na eni strani oblikoval okupator, na drugi strani pa se je oblikovala tudi »oblastna struktura« v okviru narodnoosvobodilnega gibanja. Gorenjska, kjer leži občina Cerklje, je bila okupirana s strani nemških okupatorjev.
Septembra 1945 je bil sprejet Zakon o upravni razdelitvi federalne Slovenije, ki je razdelil Slovenijo na pet okrožij, ta pa so bili razdeljena na posamezne okraje in kraje. Cerklje so postale kraj znotraj okraja Kranj. Posebej so bili kot kraji opredeljeni tudi: Brniki, Grad, Šenturška Gora ter Velesovo. V letu 1946 je prišlo do dopolnitve tega zakona. Cerklje so še vedno ohranile status kraja, znotraj katerega je bilo osem katastrskih občin (Cerklje, Grad, Pšata, Spodnji Brnik, Šenturška gora, Šmartno, Štefanja gora ter Zgornji Brnik). V kranjskem okraju je deloval še kraj Velesovo, v kamniškem okraju pa kraj Zalog.
Z Zakonom o razdelitvi Ljudske republike Slovenije (1952) pa je prišlo do večjih sprememb. Kraji so bili ukinjeni, namesto njih pa so bile ustanovljene večje občine. Status občine je pridobila tudi cerkljanska občina. Pridobila pa je tudi na svoji velikosti, saj so se ji pridružile katastrske občine, ki so v preteklosti delovale ločeno. Leta 1952 je občina Cerklje obsegala naslednje katastrske občine: Cerklje, Češnjevek, Dobrava, Grad, Lahovče, Pšata, Spodnji Brnik, Šenturška gora, Šmartno, Štefanja gora, Velesovo, Zalog ter Zgornji Brnik.
Občina Cerklje je bila v letu 1960 ukinjena ter priključena občini Kranj, kjer je ostala vse do sprememb v letu 1994. Na območju bivših občin pa so se oblikovale krajevne skupnosti. Na področju bivše občine Cerklje so obstajale naslednje krajevne skupnosti: Brniki, Cerklje na Gorenjskem, Grad, Poženik, Šenturška gora, Velesovo in Zalog.
V novoustanovljeni Republiki Sloveniji so bili 29. maja 1994 izvedeni posvetovalni referendumi o ustanovitvi novih občin. Eno izmed referendumskih območjih je predstavljalo tudi Cerklje na Gorenjskem, ki je vključevalo naslednja naselja: Ambrož pod Krvavcem, Cerklje na Gorenjskem, Dvorje, Grad, Pšenična Polica, Stiška vas, Štefanja gora ter Vašca. Vsa ostala naselja današnje občine so bila vključena v referendumsko območje za ustanovitev občine Kranj. Na referendumskem območju je o ustanovitvi občine Cerklje na Gorenjskem glasovalo 1.306 prebivalcev zgoraj omenjenih naselij. Samo 21,4 % glasov se je strinjalo z ustanovitvijo nove občine, medtem ko je večji del volivcev (76,6 %) glasoval proti in bi raje ostal del večje občine Kranj. Kljub neuspelemu referendumu je bila 3. oktobra 1994 ustanovljena tudi današnja občina Cerklje na Gorenjskem. Občina Cerklje je že ob svojem nastanku obsegala vseh 30 naselij, ki jih obsega še danes. V cerkljanski občini so kot najbolj primernega kandidata prepoznali Franca Čebulja, ki je bil na volitvah izvoljen za župana novonastale občine. Čebulj je eden izmed petih županov, ki opravljajo že svoj osmi mandat.

## Občina danes
Ob popisu leta 2002 je imela občina 6.369 prebivalcev. Slovenščina je bila materni jezik 6.155 (96,6 %) občanom, srbohrvaščina  34 (0,5 %) osebam, hrvaščina pa 33 (0,5 %) osebam. Neznano je za 75 (1,2 %) oseb. 5.047 ali 79,3 % je bilo rimokatoličanov. Občina Cerklje na Gorenjskem je leta 2024 imela 7.825 prebivalcev. Od tega je bilo 3.914 žensk ter 3.911 moških. 
V občini Cerklje na Gorenjskem se nahaja Osnovna šola Davorina Jenka, ki ima v Zalogu pri Cerkljah še podružnično šolo. V občini se nahaja tudi več vrtcev. Od leta 2020 v občini deluje tudi nov zdravstveni dom, v katerem so lekarna, dve splošni ambulanti, pediatrična ambulanta, fizioterapevt, zobozdravstvena ambulanta, pulmološka ambulanta in arhiv občine. V Šmartnem pri Cerkljah se je v letu 2015 odprl tudi dom starostnikov Taber. Velik pomen za občino pa ima tudi njena prometna lega, saj se nahaja v neposredni bližini Letališča Jožeta Pučnika, ki je osrednje državno letališče. Pomembna gospodarska dejavnost, po kateri je znana občina, je tudi turizem. Poleg Krvavca, ki turiste privablja tako poleti, predvsem pa v zimskem času, je v občini še obsežna druga obiska vredna ponudba – kulturne znamenitosti, kolesarske in pohodniške poti, tematske poti… 

## Naselja v občini
Adergas, Ambrož pod Krvavcem, Apno, Cerkljanska Dobrava, Cerklje na Gorenjskem, Dvorje, Češnjevek, Glinje, Grad, Lahovče, Poženik, Praprotna Polica, Pšata, Pšenična Polica, Ravne, Sidraž, Spodnji Brnik, Stiška vas, Sveti Lenart, Šenturška Gora, Šmartno, Štefanja Gora, Trata pri Velesovem, Vašca, Velesovo, Viševca, Vopovlje, Vrhovje, Zalog pri Cerkljah, Zgornji Brnik.